# Samm Levine
Samuel Franklin Levine, detto Samm (Park Ridge, 12 marzo 1982), è un attore statunitense.

## Filmografia parziale

### Cinema
- Non è un'altra stupida commedia americana (Not Another Teen Movie), regia di Joel Gallen (2001)
- Barely Legal - Doposcuola a luci rosse (National Lampoon's Barely Legal), regia di David Mickey Evans (2003)
- Vacanze di sangue (Club Dread), regia di Jay Chandrasekhar (2004)
- Pulse, regia di Jim Sonzero (2006)
- Sydney White - Biancaneve al college (Sydney White), regia di Joe Nussbaum (2007)
- Made for Each Other, regia di Daryl Goldberg (2009)
- Bastardi senza gloria (Inglourious Basterds), regia di Quentin Tarantino (2009)
- Una notte con Beth Cooper (I Love You, Beth Cooper), regia di Chris Columbus (2009)
- Anderson's Cross, regia di Jerome Elston Scott (2010)
- Columbus Circle, regia di George Gallo (2012)
- Jobs, regia di Joshua Michael Stern (2013)
- Miss Dial, regia di David H. Steinberg (2013)
- Promoted, regia di Isaac Constein (2015)
- Adverse, regia di Brian Metcalf (2020)

### Televisione
- Freaks and Geeks – serie TV, 18 episodi (1999-2000)
- Ed – serie TV, 2 episodi (2000)
- The Steve Harvey Show – serie TV, 2 episodi (2001)
- Undeclared – serie TV, 2 episodi (2001)
- The Drew Carey Show – serie TV, 2 episodi (2002)
- Fillmore! – serie TV, 3 episodi, voce (2002-2004)
- Life as We Know It – serie TV, 4 episodi (2004)
- How I Met Your Mother – serie TV, un episodio (2005)
- My Name Is Earl – serie TV, un episodio (2006)
- Still Standing – serie TV, 2 episodi (2005, 2006)
- Veronica Mars – serie TV, un episodio (2006)
- Vamped Out – serie TV, 6 episodi (2010)
- 90210 – serie TV, un episodio (2011)
- NCIS - Unità anticrimine (NCIS) – serie TV, 2 episodi (2010-2012)
- Breaking In – serie TV, 2 episodi (2012)
- The Thrilling Adventure Hour: Beyond Belief – serie TV, 3 episodi (2011-2012)
- Do No Harm – serie TV, 11 episodi (2013)
- Selfie – serie TV, 5 episodi (2014)
- Wet Hot American Summer: First Day of Camp – serie TV, 7 episodi, voce (2015)
- Crunch Time – serie TV, 6 episodi (2016)
- Wet Hot American Summer: Ten Years Later – serie TV, 5 episodi (2017)
- Drunk History – serie TV, 3 episodi (2015-2018)
- Rob Riggle's Ski Master Academy – serie TV, 8 episodi (2018)
- Ci mancava solo Nick (No Good Nick) – serie TV, 2 episodi (2019)
- A casa di Raven (Raven's Home) – serie TV, 3 episodi (2022)

## Doppiatori italiani
Nelle versioni in italiano delle opere in cui ha recitato, Samm Levine è stato doppiato da:
- Francesco Venditti in Bastardi senza gloria
- Gianfranco Miranda in NCIS - Unità anticrimine
- Mirko Mazzanti in Liv e Maddie
- Nanni Baldini in K.C. Agente Segreto
- Stefano Sperduti in Wet Hot American Summer: Ten Years Later